# Canterbury Hockey Club

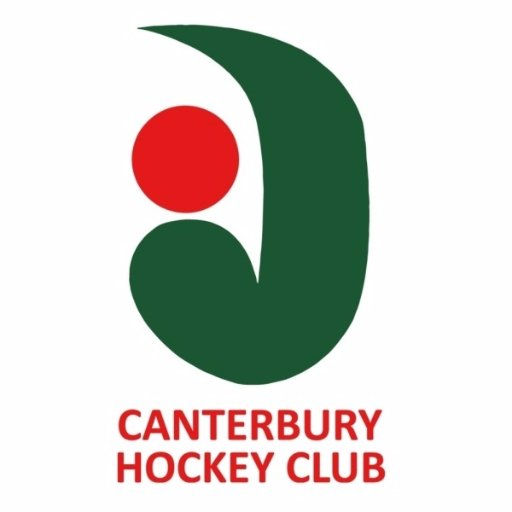
Logo Canterbury hockey club

Canterbury Hockey Club is een hockeyclub uit de Engelse plaats Canterbury. De club werd opgericht in 1901. De club is net iets buiten de stad gevestigd op een terrein met twee semi-watervelden en een zandingestrooid veld.
Het herenteam van Canterbury speelt in Engeland op het een na hoogste niveau, het damesteam speelt hoogste niveau. De dames kwamen ook een paar keer uit op Europees niveau.